# Nghệ-Tĩnh-Sowjets
Als Nghệ-Tĩnh-Sowjets (vietn. Xô Viết Nghệ-Tĩnh) wird eine Arbeiter- und Bauernbewegung, die in den vietnamesischen Provinzen Nghệ An und Hà Tĩnh von 1930 bis 1931 stattfand, bezeichnet.
Der Aufstand begann am 1. Mai 1930 mit Demonstrationen von Arbeitern im Industriegebiet von Bến Thủy sowie von Bauern in der Stadt Vinh. Bis zum August 1930 kam es zu insgesamt 97 Demonstrationen und Streiks, darunter ein langfristiger Streik von Arbeitern in der Streichholzfabrik von Bến Thủy.
Ab September 1930 kam es zu großangelegten bewaffneten Protesten in den Landkreisen Nam Đàn, Thanh Chương, Can Lộc und Hưng Nguyên, in deren Verlauf sowohl die französische Kolonialverwaltung wie auch die örtlichen vietnamesischen Feudalherren weitgehend gelähmt wurden.
In vielen Gemeinden wurden Bauernräte nach sowjetischem Vorbild gegründet. Diese führten Bodenreformen durch und beschlagnahmten das Vermögen der Großgrundbesitzer.
Diese lokalen Räte existierten jedoch nur für vier bis fünf Monate, bevor sie von den französischen Kolonialbehörden gewaltsam zerschlagen wurden.
Die Nghệ-Tĩnh-Sowjets gelten als Beginn der sozialistischen Bewegung in Vietnam.